# Symboly Karlovarského kraje

Znak Karlovarského kraje

Vlajka Karlovarského kraje
Poměr stran: 2:3

Symboly Karlovarského kraje jsou znak, vlajka a logo. Znak a vlajku udělil kraji usnesením č. 87 ze dne 27. června 2001 předseda Poslanecké sněmovny Parlamentu České republiky Václav Klaus. Logo, které ale není oficiálním symbolem, bylo schváleno Radou Karlovarského kraje v roce 2008, nebo dříve.

## Popis symbolů

### Znak
Oficiální popis: Červeno-modře čtvrcený štít, v prvním poli český lev, ve druhém poli zlatá fontána s tryskající stříbrnou vodou, ve třetím poli stříbrná zkřížená hornická kladívka na zlatých topůrkách, pod nimi dvě zlaté zkřížené ratolesti, ve čtvrtém poli stříbrný korunovaný dvouocasý lev se zlatou zbrojí vyrůstající ze tří vlnitých stříbrných břeven.

### Vlajka
Vlajka kraje je heraldická, tzn. odvozená z krajského znaku prostým přepisem na list o poměru stran 2:3.
Oficiální popis: „Červeno-modře čtvrcený list. V horním žerďovém poli český lev, v dolním žerďovém poli bílá hornická kladívka na žlutých topůrkách nad dvěma žlutými zkříženými ratolestmi. V horním vlajícím poli žlutá fontána s tryskající bílou vodou. V dolním vlajícím poli sedm vodorovných pruhů, střídavě červených a bílých v poměru 7:1:1:1:1:1:1. Bílé pruhy jsou vlnité, z horního vyrůstá bílý dvouocasý korunovaný lev se zlatou zbrojí.“

### Logo
Logo kraje tvoří nápis Karlovarský kraj v dvou řádcích oddělených slabou linkou. Před nápisem je stylizované písmeno K. Barevné provedení loga kraje je červeno-modré.

## Symbolika
První pole zaujímá historický znak Čech, na jehož historickém území se kraj rozkládá. Druhé pole s fontánou symbolizuje lázeňství a třetí s kladívky hornictví. Obě pole symbolizují kraj. Čtvrté pole je převzato ze znaku města Karlových Var.
Stylové písmeno K v logu symbolizuje vřídlo a vyvěrající vodu.

## Historie

### Historie znaku a vlajky
Po vzniku krajů v dnešní podobě (s účinností od 1. ledna 2001) vyhlásilo zastupitelstvo Karlovarského kraje veřejnou soutěž na vytvoření znaku a praporu (vlajky) (dle § 847–849 zákona č. 40/1964 občanského zákoníku). Podmínky soutěže neodpovídaly kritériím stanovených Podvýborem pro heraldiku a vexilologii Poslanecké sněmovny Parlamentu: vlajka měla být červeno-modře čtvrcená, ve středu měl být umístěn krajský znak. 21 autorů dodalo do 12. března 37 návrhů. Odborná komise 3. dubna doporučila tři návrhy, 5. dubna 2001 je Rada Karlovarského kraje usnesením č. RK 84/01 doporučila k předložení zastupitelstvu kraje:
- 1. místo (Ing. Arch. Michal Karas z Karlových Varů) – červeno-zlatě čtvrcený znak, v prvním poli český lev, ve druhém černá kašna se dvěma prameny tryskajícího pramene, ve třetím poli stříbrná hornická kladívka a ve čtvrtém znak Karlových Varů.
- 2. místo (Vladimír Cabal(a) ze Sokolova – čtvrcený znak, v prvním poli český lev, ve druhém, modrém poli lázeňský pohárek, ve třetím, zeleném poli zlatá hornická kladívka a ve čtvrtém znak Karlových Varů.
- 3. místo (opět Michal Karas) – oproti vítěznému návrhu byl ve druhém poli znak Sokolova a ve třetím znak Chebu.

Český lev
Znak Karlových Varů
Znak Sokolova
Znak Chebu

2. dubna 2001 doporučil Jiří Louda (komise si vyžádala jeho stanovisko) první návrh s úpravami, aby lépe vyhovoval heraldickým pravidlům:
- zlatou barvu druhého a třetího pole změnit na modrou
- barvu fontány změnit na zlatou
- barvu kovových části kladívek změnit na stříbrnou, topůrek na zlatou
- odstranit ratolesti pod kladívky
- stříbrné vlnovky ve čtvrtém poli protáhnout až k okraji, stejně jako v městském znaku

Komise také (z důvodu nákladů) doporučila červeno-modře čtvrcenou vlajku bez figur.
12. dubna 2001 schválilo zastupitelstvo (usnesením č. ZK 18/01) vyhodnocení komise a doporučení Jiřího Loudy, pouze ve třetím poli zůstaly zlaté ratolesti pod kladívky. 25. dubna požádal hejtman Karlovarského kraje Josef Pavel o posouzení návrhu Vladimíra Cisára, předsedu Podvýboru pro heraldiku a vexilologii. 30. května byly symboly podvýborem schváleny. Podklady však u vlajky nezobrazovaly bílé, vlnité pruhy ve čtvrtém poli až do krajů, ale pouze ve druhé a třetí čtvrtině pole. Správné zobrazeni je až do krajů.
Usnesením č. 265/2001 ze dne 13. června doporučil výbor pro vědu, vzdělání, mládež a tělovýchovu udělení znaku a praporu. Rozhodnutím č. 87 ze dne 27. června 2001 udělil kraji symboly předseda Poslanecké sněmovny Václav Klaus. Slavnostní předání dekretu do rukou hejtmana Karlovarského kraje Josefa Pavla proběhlo v místnosti státních aktů Poslanecké sněmovny dne 14. srpna 2001.

### Historie loga
Logo Karlovarského kraje bylo schváleno Radou Karlovarského kraje v roce 2008, nebo dříve. Jeho základ užívají i jiné instituce Karlovarského kraje (střední školy, muzea).